# Ego Nwodim
Egobunma Kelechi Nwodim ( /ˈɛgoʊ_ˈwoʊdɪm/; Baltimore, 10 de marzo de 1988) es una actriz, comediante, escritora y cantante estadounidense. Nwodim ha sido miembro del elenco de la serie de comedia de sketches de NBC Saturday Night Live desde 2018, comenzando con la temporada 44 del programa.

## Biografía
Ego Nwodim nació el 10 de marzo de 1988. En 2006, Nwodim, de ascendencia nigeriana, se graduó de la Eastern Technical High School en Essex, Maryland, en el condado de Baltimore. Se licenció en biología por la Universidad del Sur de California. Decidió seguir una carrera en la comedia y comenzó a tomar clases en el Upright Citizens Brigade Theatre (UCB) en Los Ángeles. Hasta que se unió a SNL, Nwodim fue miembro habitual del elenco de UCB, donde también realizó su espectáculo unipersonal Great Black Women...and Then There's Me.
Nwodim fue nombrada una de las nuevas caras en el festival Just for Laughs de 2016. También ese año, actuó en CBS Diversity Showcase. Los papeles secundarios en televisión de Nwodim incluyen Law & Order True Crime: The Menendez Murders (un arco de tres episodios en 2017), 2 Broke Girls y Living Biblically. Imitando a Maya Angelou, Nwodim hizo un brindis cómico a varias celebridades y empresas en un sketch de Funny or Die de 2017. Nwodim ha aparecido varias veces como invitada en pódcasts como Comedy Bang! Bang! y Spontaneanation.
La incorporación de Nwodim como miembro del elenco de Saturday Night Live, un programa de comedia de sketches de NBC de larga duración, se anunció el 21 de septiembre de 2018. El 8 de septiembre de 2020, Nwodim fue ascendida a miembro principal del elenco.

## Filmografía
| Año  | Título                                           | Papel           | Notas        |
| ---- | ------------------------------------------------ | --------------- | ------------ |
| 2012 | Getting Help                                     | Yvonne          | Cortometraje |
| 2014 | You're Kind of Weird But I Like It               | Camarera        | Cortometraje |
| 2015 | Zola                                             | Zola            | Cortometraje |
| 2017 | Feminist Campfire Stories                        | Chico #2        | Cortometraje |
| 2017 | They Finally Made a Handmaid's Tale for Men      |                 | Cortometraje |
| 2017 | Women Who Didn't Love Wonder Woman Support Group | Becca           | Cortometraje |
| 2017 | I Will Find You                                  | Número 29       | Cortometraje |
| 2017 | Singularity                                      | Asistente       |              |
| 2018 | 5th Passenger                                    | Dr. Esteban     |              |
| 2018 | It's a Party                                     | April London    |              |
| 2020 | Magic Camp                                       | Voluntaria      |              |
| 2020 | La galería de los corazones rotos                | Harvard         |              |
| 2022 | Hazme girar                                      | Emily           |              |
| 2022 | Lyle, Lyle, Crocodile                            | Carol           |              |
| 2023 | Genie                                            | Dianna          |              |
| 2023 | Good Burger 2                                    | Edie            |              |
| 2023 | Diary of a Wimpy Kid Christmas: Cabin Fever      | Oficial Leonard |              |
| 2024 | Los juegos del amor                              | Claire          |              |

### Televisión
| Año           | Título                                 | Papel                    | Notas                                                                        |
| ------------- | -------------------------------------- | ------------------------ | ---------------------------------------------------------------------------- |
| 2012          | The Unwritten Rules                    | Nicole                   | Episodio: «Just a Group of Us»                                               |
| 2014          | Women to Men: Please Catcall Us        | Mujer en PSA             | Telefilme                                                                    |
| 2015          | Hellevator                             | Participante             | Episodio: «Pilot»                                                            |
| 2015–2016     | CollegeHumor Originals                 | Varios                   | 2 episodios                                                                  |
| 2015–2016     | Adam Ruins Everything                  | Varios                   | 2 episodios                                                                  |
| 2016          | Almost Asian                           | Britney                  | Episodio: «Twins»                                                            |
| 2016          | Broken                                 | Carmen                   | Episodio: «The Ghost of Mike»                                                |
| 2016          | UCB Comedy Originals                   | Dr. Rubin                | Episodio: «Dog Virus»                                                        |
| 2016          | Galactic War Room                      | Ayla                     | 6 episodes                                                                   |
| 2016–2017     | K.C. Undercover                        | Agente McKenzie          | 2 episodios                                                                  |
| 2016–2017     | The Elite Daily Show                   | Varios                   | 4 episodios                                                                  |
| 2017          | Drive Share                            | Nueva madre              | Episodio: «New Parents»                                                      |
| 2017          | Liv y Maddie                           | Sra. Karsch              | 2 episodios                                                                  |
| 2017          | 2 Broke Girls                          | Jillian                  | Episodio: «And 2 Broke Girls: The Movie»                                     |
| 2017          | Real Rob                               | Billy Alderman           | Episodio: «Best Play Date Ever»                                              |
| 2017          | Law & Order True Crime                 | Lynn                     | 3 episodios                                                                  |
| 2017          | Do You Want to See a Dead Body?        | Danny Teen Fan           | Episodio: «A Body and an Ex-Con»                                             |
| 2017          | Dirtbags                               | Mujer soltera            | Episodio: «Husband»                                                          |
| 2018          | Dell: Tales of Transformation          |                          | Episodio: «KK Conquers Everest»                                              |
| 2018          | Living Biblically                      | Tracy                    | Episodio: «Never Let Loyalty Leave You»                                      |
| 2018–presente | Saturday Night Live                    | Varios personajes        | Reparto principal                                                            |
| 2019          | The Real Bros of Simi Valley           | Brenda                   | 3 episodios                                                                  |
| 2020          | Shrill                                 | Abby                     | Episodio: «Wedding»                                                          |
| 2020          | Brockmire                              | Liz                      | 4 episodio                                                                   |
| 2020          | The Shivering Truth                    |                          | Episodio: «Nesslessness»                                                     |
| 2021          | Love Life                              | Ola Adebayo              | 2 episodios                                                                  |
| 2022          | Roar                                   | Carole Andrews           | Episodio: «The Woman Who Solved Her Own Murder»                              |
| 2022          | Celebrity Jeopardy!                    | Ella misma               | Participante                                                                 |
| 2023          | RuPaul's Drag Race All Stars           | Ella misma               | Jueza invitada (temporada 8) Episodio: «The Fame Games Variety Extravaganza» |
| 2023          | RuPaul's Drag Race All Stars: Untucked | Ella misma               | Episodio: «All Stars Untucked: The Fame Games Variety Extravaganza»          |
| 2023          | Futurama                               | Dung Beetle Shaman (voz) | Episodio: «Parasites Regained»                                               |